# Vernon (Florida)
Vernon és una ciutat dels Estats Units a l'estat de Florida. Segons el cens del 2000 tenia 743 habitants.

## Demografia
Segons el cens del 2000, Vernon tenia 743 habitants, 296 habitatges, i 206 famílies. La densitat de població era de 60,8 habitants/km².
Dels 296 habitatges en un 29,7% hi vivien nens de menys de 18 anys, en un 50,3% hi vivien parelles casades, en un 16,9% dones solteres, i en un 30,4% no eren unitats familiars. En el 27,7% dels habitatges hi vivien persones soles el 16,6% de les quals corresponia a persones de 65 anys o més que vivien soles. El nombre mitjà de persones vivint en cada habitatge era de 2,38 i el nombre mitjà de persones que vivien en cada família era de 2,8.
Per edats la població es repartia de la següent manera: un 27,6% tenia menys de 18 anys, un 7,9% entre 18 i 24, un 24,2% entre 25 i 44, un 23,7% de 45 a 60 i un 16,6% 65 anys o més.
L'edat mediana era de 36 anys. Per cada 100 dones de 18 o més anys hi havia 87,5 homes.
La renda mediana per habitatge era de 21.176 $ i la renda mediana per família de 24.196 $. Els homes tenien una renda mediana de 20.000 $ mentre que les dones 15.938 $. La renda per capita de la població era d'11.869 $. Entorn del 21,7% de les famílies i el 28,5% de la població estaven per davall del llindar de pobresa.

## Poblacions més properes
El següent diagrama mostra les poblacions més properes.